# Svajūnas Čyžas
Svajūnas Čyžas (Panevėžys, 26 gennaio 1998) è un calciatore lituano, centrocampista svincolato.

## Carriera
Inizia a giocare nel 2017 in patria con il Trakai, dove in tre stagioni realizza quattro reti in 45 partite.
Il 1º luglio 2019, viene acquistato a titolo definitivo dagli svizzeri del Chiasso. Il 30 settembre 2020, il calciatore si svincola dal club risolvendo il contratto che lo legava.

## Statistiche

### Presenze e reti nei club
Statistiche aggiornate al 7 settembre 2021.
| Stagione        | Squadra         | Campionato      | Campionato | Campionato | Coppe nazionali | Coppe nazionali | Coppe nazionali | Coppe continentali | Coppe continentali | Coppe continentali | Altre coppe | Altre coppe | Altre coppe | Totale | Totale |
| Stagione        | Squadra         | Comp            | Pres       | Reti       | Comp            | Pres            | Reti            | Comp               | Pres               | Reti               | Comp        | Pres        | Reti        | Pres   | Reti   |
| --------------- | --------------- | --------------- | ---------- | ---------- | --------------- | --------------- | --------------- | ------------------ | ------------------ | ------------------ | ----------- | ----------- | ----------- | ------ | ------ |
| 2017            | Riteriai        | A               | 19         | 3          | CL              | 2               | 0               | UEL                | 5                  | 0                  | SL          | 1           | 0           | 27     | 3      |
| 2018            | Riteriai        | A               | 23         | 1          | CL              | 1               | 0               | UEL                | 6                  | 1                  |             | -           | -           | 30     | 2      |
| 2019            | Riteriai        | A               | 3          | 0          |                 | -               | -               |                    | -                  | -                  |             | -           | -           | 3      | 0      |
| Totale Riteriai | Totale Riteriai | Totale Riteriai | 45         | 4          |                 | 3               | 0               |                    | 11                 | 1                  |             | 1           | 0           | 60     | 5      |
| 2019-2020       | Chiasso         | ChL             | 12         | 3          |                 | -               | -               |                    | -                  | -                  |             | -           | -           | 12     | 3      |
| 2021            | Panevėžys       | A               | 5          | 0          |                 | -               | -               |                    | -                  | -                  | SL          | 1           | 0           | 6      | 0      |
| 2021-2022       | Antequera       | SDR             | 1          | 0          |                 | -               | -               |                    | -                  | -                  |             | -           | -           | 1      | 0      |
| Totale carriera | Totale carriera | Totale carriera | 63         | 7          |                 | 3               | 0               |                    | 11                 | 1                  |             | 2           | 0           | 79     | 8      |

## Palmarès

### Club

#### Competizioni nazionali
- Supercoppa di Lituania: 1

Panevėžys: 2021